# The Revolution (album de Belly)
Pour les articles homonymes, voir The Revolution.
Albums de Belly
SE7EN
(2009)
The Revolution est le premier album par le rappeur canado-palestinien, Belly qui était sorti le 5 juin 2007 au Canada sous Capital Prophets (CP) Records Inc. L’album contient deux disques et a été divisé en deux sections : « The People » et « The System ». « The People » contient des chansons plus détaillées. L'album s’est vendu plus de 25 000 copies au Canada. Le premier single intitulé Pressure a gagné un prix du Best MuchVibe video pour « Best Rap Video » (meilleur vidéo de rap) aux MuchMusic Video Awards en 2007 et l'album a gagné le prix Rap Recording of the Year (disque de l’année) aux Juno Awards en 2008. L’album a trois singles sont : Pressure, featuring Ginuwine « Don't Be Shy » featuring Nina Sky, et "Ridin'" featuring Mario Winans sorti en fin octobre 2007. Toutes les vidéos pour les singles ont reçu une rotation lourde sur Much Music. Belly dans "History of Violence" (produite par Whosane ?) explique ses opinions sur le conflit israélo-palestinien et la guerre d'Irak et qui reste sa chanson la plus controversée jusqu'ici.

## Pistes
The People (Disque un)
| #  | Titre               | Featuring | Durée | Producteur(s) |
| -- | ------------------- | --------- | ----- | ------------- |
| 1  | Hi Haters           |           | 2:19  | BeatMerchant  |
| 2  | Revolutionary       |           | 4:49  |               |
| 3  | Obsessions          |           | 5:00  |               |
| 4  | I Swear             | Scarface  | 4:11  |               |
| 5  | If I Don't          |           | 4:55  |               |
| 6  | Ya Dunya            | Massari   | 3:49  |               |
| 7  | People Change       |           | 3:23  | Whosane?      |
| 8  | I'm The Man         | Kurupt    | 4:59  |               |
| 9  | I Ain't No Pimp     |           | 3:31  | Da Heala      |
| 10 | B Variable          |           | 3:21  | Whosane?      |
| 11 | History Of Violence |           | 5:13  | Whosane?      |
| 12 | Goodbye             | Monique   | 4:40  |               |
| 13 | Leave Me Alone      |           | 4:25  |               |
| 14 | Follow Me           |           | 4:10  |               |

The System (Disque deux)
| #  | Titre                 | Featuring    | Durée | Producteur(s) |
| -- | --------------------- | ------------ | ----- | ------------- |
| 1  | So Cold               |              | 4:12  |               |
| 2  | The Freshest          | Fabolous     | 4:10  |               |
| 3  | Ridin                 | Mario Winans | 4:30  |               |
| 4  | Kill For You          |              | 4:13  |               |
| 5  | Don't Be Shy          | Nina Sky     | 3:51  | Da Heala      |
| 6  | Good Evening          | Kurupt       | 4:18  | Da Heala      |
| 7  | The Chronic Break     |              | 0:44  |               |
| 8  | For The Love          |              | 3:53  | Da Heala      |
| 9  | How You               |              | 3:39  |               |
| 10 | Magic                 | Dru          | 3:28  |               |
| 11 | Pressure              | Ginuwine     | 4:34  | Beat Merchant |
| 12 | Stomp On 'em          |              | 4:39  |               |
| 13 | Welcome To The Jungle | Monique      | 2:45  |               |
| 14 | On The Low            |              | 3:18  |               |